# Cliniodes costimacula
Cliniodes costimacula är en fjärilsart som beskrevs av George Francis Hampson 1913. Cliniodes costimacula ingår i släktet Cliniodes och familjen Crambidae. Inga underarter finns listade i Catalogue of Life.